# Kronika Miasta Kalisz
Kronika Miasta Kalisz – Kalischer Stadt-Chronik, dwujęzyczny (polsko-niemiecki) tygodnik społeczno-kulturalny wydawany w 1805 w Kaliszu.